# Ивайло Савов (скулптор)
Вижте пояснителната страница за други личности с името Ивайло Савов.
Ивайло Савов е български скулптор, художник и поет.

## Биография
Ивайло Савов е роден на 20 февруари 1961 година в град Русе. Живял е като дете и юноша в с. Ценово, Русенско. Завършил е специалност „Керамика“ в Художественото училище в гр. Троян и „Скулптура“ в Националната художествена академия (1994) в класа на проф. Димитър Бойков. Член е на Съюза на българските художници от 1998 г. Живее и работи в София.

## Творчество – монументи, картини и стихове
За първи път Ивайло Савов показва свои творби през 1990 г. в Националната изложба „Скулптура“ на „Шипка“ 6, София, и в парижката галерия „Леал“. Следват изложби и участия в галерия „Ле нуво мюр“, Женева, Европейски салон за изкуства Europ 'Art (1992), Женева; галерия „Театр де пош“, Веве, Швейцария, „Крида арт“, София (1994); галерия „Дю Лак“, Нион, Швейцария, галерия „Досев“, София (1995); галерия „Лотос“, Виена, галерия „Фале“, Женева (1996); галерия „Кампо & Кампо“, Антверпен, Белгия (1997); галерия „Франк Мение“, Франция, галерия „Аниксис“, Баден, Швейцария (1999).
Последната самостоятелна изложба на Ивайло Савов в България се състои в галерия „Циклоп“, София, през 2000 г. Оттогава до днес скулпторът представя свои творби в чужбина. През 2001 г. в галерия „Ле мироар де Метр“ - Женева, Швейцария, галерия „Алма“ – Германия, и галерия „Франк Мение“ - Франция. През 2002 г. самостоятелна изложба в „Галери дю Лак“ - Нион, Швейцария. През 2003 г. - изработва паметника на Димитър Апостолов Ценов, финансирал създаването на първото висше училище по икономика в България - в гр. Свищов. Бюстът е монтиран в с. Ценово, Русенско. През 2004 г. е официален артист на швейцарската галерия „Забени“ и взема участие в Европейския салон за изкуство „Мерк 'Арт“ в Лугано, представен от галерия „Забени“. (В салона участват над 100 водещи галерии за съвременно изкуство.) През 2005 г. е официален артист на GreenCat Gallery - София.
Скулпторът е автор на годишната награда за фантастика „Гравитон“, която от 1994 г. в продължение на 10 години писателят Любен Дилов - баща връчва на български фантасти, издателства и илюстратори за „добро въображение и доброта на въображението“. Художникът изработва и пластиката за приза „Петле“, с който от 1995 г. Агенцията за чуждестранни инвестиции към правителството на Република България, отличава инвеститора на годината в страната.
Освен като скулптор и художник Ивайло Савов се изявява и като поет. Пише и публикува стихове от ученическа възраст в централния и местния печат. Представян е като поет в няколко антологии и поетични сборници. Подготвя за печат на български и френски език първата си стихосбирка.